# A1号線 (クロアチアの高速道路)

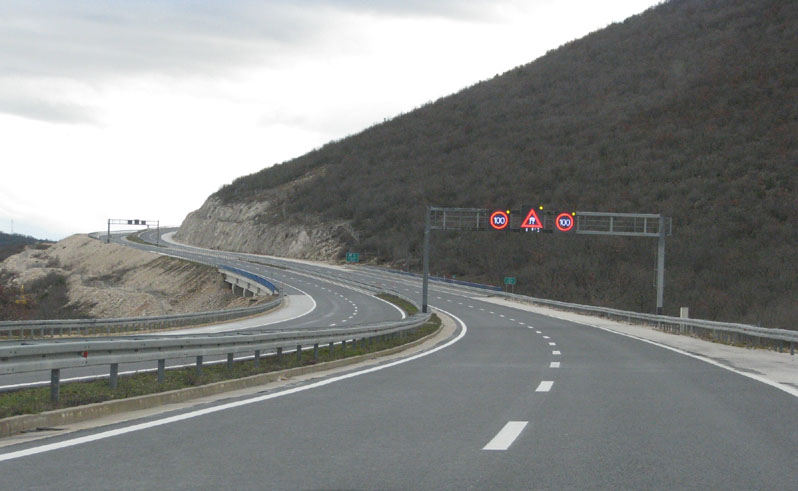
トロギル付近

A1（クロアチア語: Autocesta A1）はクロアチアで最長の高速道路。路線延長は476.3キロメートル (296.0 mi) 。クロアチアの首都、ザグレブと、2番目に大きい都市、スプリトを結ぶ。クロアチアの主要な南北輸送道路であり、アドリア海-イオニア高速道路の重要な部分を占めている。ザグレブとスプリトのほかにも、クロアチアの多くの主要都市の近くを通り、国立公園や自然公園、世界遺産、特にアドリア海沿岸の数多くのリゾートにアクセスできる。クロアチアの観光や経済に非常に重要な高速道路である。 
中央分離帯で分断された4車線の道路であり、路肩がある。交差点は全て立体交差している。険しい山岳地帯を通るため、橋やトンネルが多い。クロアチア内で最も長いトンネルや、200ｍを超える橋なども含まれる。インターチェンジが33か所、休憩所が26か所ある。有料道路であり、各インターチェンジには料金所が設置されている。 
ザグレブとスプリトを結ぶ高速道路は1970年代初頭に計画され、建設に必要な資金を集めるために公的融資が開始された。しかし、クロアチアとユーゴスラビアでの政治的混乱のため、高速道路の建設は「国家主義プロジェクト」と呼ばれ、1971年に中止された。 クロアチア紛争が終わり、クロアチアが独立すると、高速道路を建設する取り組みが新たに始まり、2000年に建設が始められた。ザグレブからスプリトの間は2005年までに完成し、スプリトからドゥブロヴニクまでは2008年に開通した。建設費は30億ユーロにまで上った。

## 路線概要

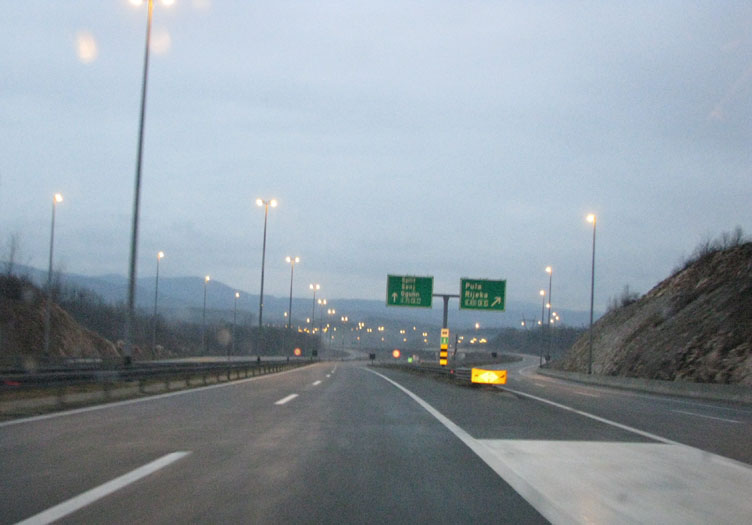
ボシリェヴォ2インターチェンジで分岐するA6高速道路

A1高速道路（クロアチア語: Autocesta A1）はクロアチアの主要な南北高速道路であり、首都ザグレブとダルマチア地域を結んでいる。アドリア海に沿って通っており、欧州自動車道路E65号線とE71号線の一部、またアドリア海-イオニア高速道路の一部になっている。数多くの観光地を結び、クロアチアの経済にとっても非常に重要な道路である。これは、接続している地域の開発の加速に顕著にみられる。 
高速道路の延長は476.3キロメートル (296.0 mi)で、ザグレブ（ルチェコインターチェンジ ）とプロチェをスプリトを経由して結んでいる。D1号線経由でカルロヴァツ、D534号線経由でゴスピッチ、D8号線とD424号線経由でザダル、D533号線経由でシベニクにアクセスできる。4車線道路であり、路肩がある。（Drežnik高架橋には路肩が存在しない。）スタック型インターチェンジであるルチェコICを除いて、既存のインターチェンジのほとんどがトランペット型インターチェンジになっている。多くの休憩所があり、簡単な駐車スペースやトイレからガソリンスタンド、レストラン、ホテルまで、さまざまなタイプのサービスを提供している。2011年現在高速道路には33のインターチェンジがあり、多数の町や都市、国道につながっている。高速道路の南端はドゥブロヴニク付近になる予定だが、現在は未開通である。 

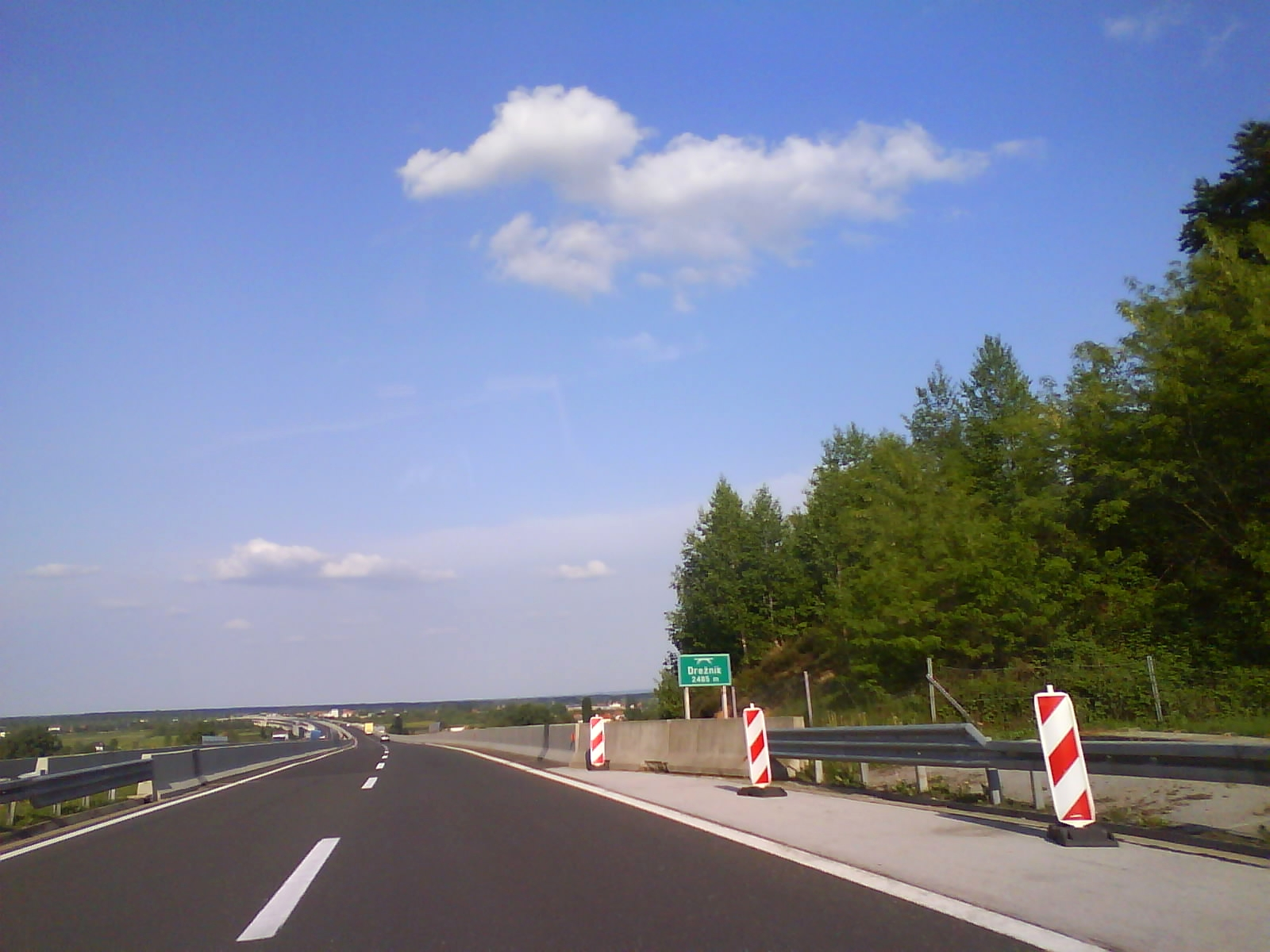
ドレニク高架橋付近

ルチェコICとボシリェヴォICの間は汎ヨーロッパ回廊に指定されており、ザグレブ-リエカ高速道路との重用区間である。ボシリェヴォの2つのインターチェンジで、リエカ（A6号線を経由）とスプリト方面に分岐する。ルチェコからボシリェヴォ、そしてボシリェヴォからリエカまでの区間はAutocesta Rijeka–Zagrebが運営し、ボシリェヴォから南はHrvatske autocesteが運営している。 
自動での交通監視・案内システムが高速道路に沿って設置されており、霧や強風などを測定している。設置された道路標示版によって運転手に伝えられている。 
連絡する道路を経由するなどして、多くの観光地や世界遺産に接続している。プリモリェ＝ゴルスキ・コタル郡のBjelolasica、プリトビチェ湖群国立公園、ノーザンヴェレビット国立公園、パクレニツァ国立公園、テラシュチツァ自然公園、コルナティ国立公園、ヴラナ湖自然公園、クルカ国立公園、ビオコヴォ自然公園、プリトヴィツェ湖群国立公園、シベニクの聖ヤコブ大聖堂、ディオクレティアヌス宮殿、古都トロギルなどにアクセスできる。 

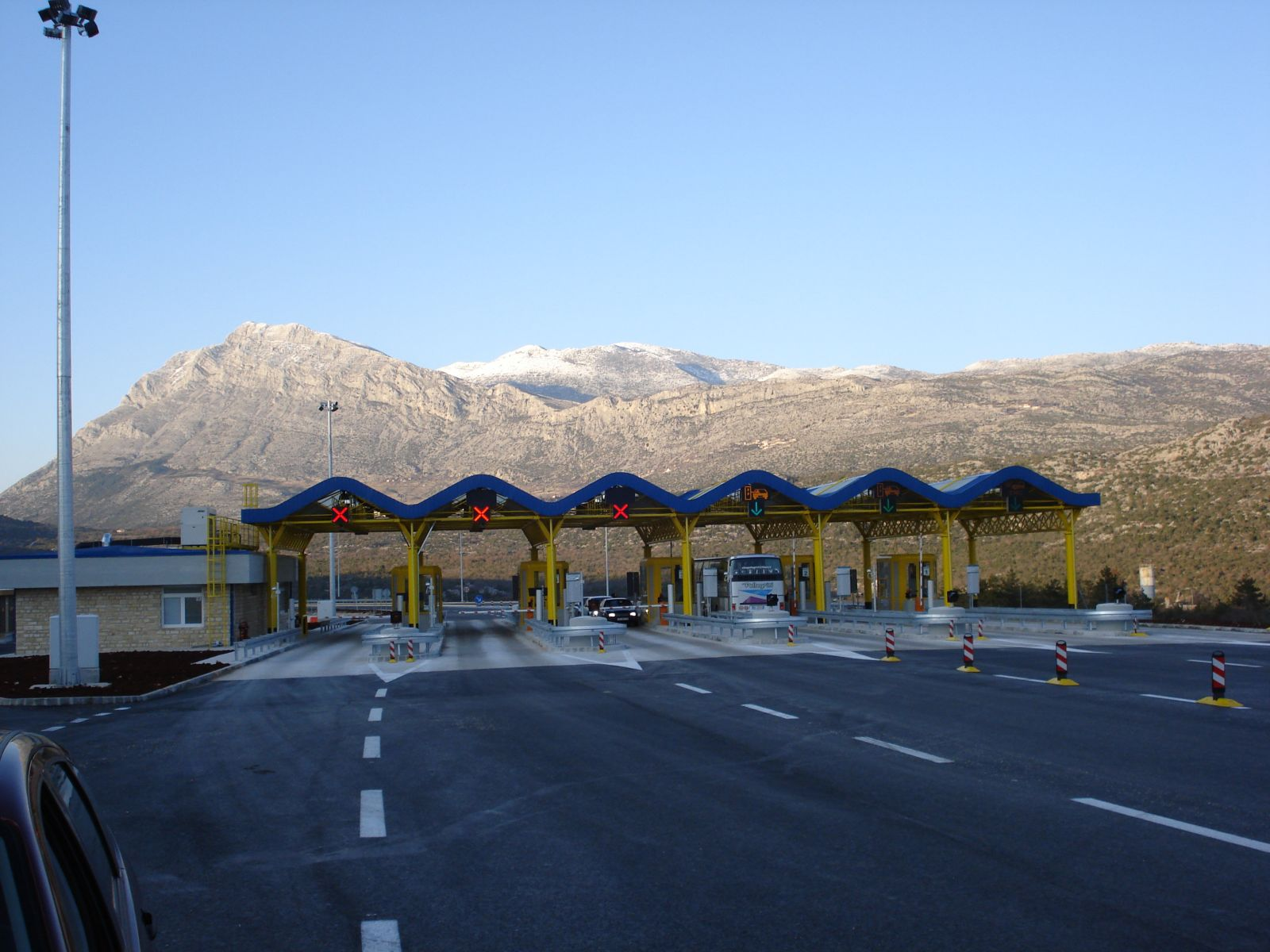
ラヴア料金所

A1は有料道路である。クロアチアの車両分類を基にしている。通行料は、クロアチアクーナ、ユーロ、主なクレジットカードやデビットカード、高速道路事業者とENCによって発行されたスマートカードで支払うことが出来る。自動料金収受システム（ETC）がA2号線を除き、クロアチアの全ての高速道路に設置されている。   
ルチェコ本線料金所は、休日と夏季に激しく混雑する。そのため2009年に、ルチェコの料金所の数が15個に拡大された。ザグレブへ向かう北行きの車両のみ、デメル料金所を利用できる。その場合、ルチェコ料金所を利用する必要はない。 

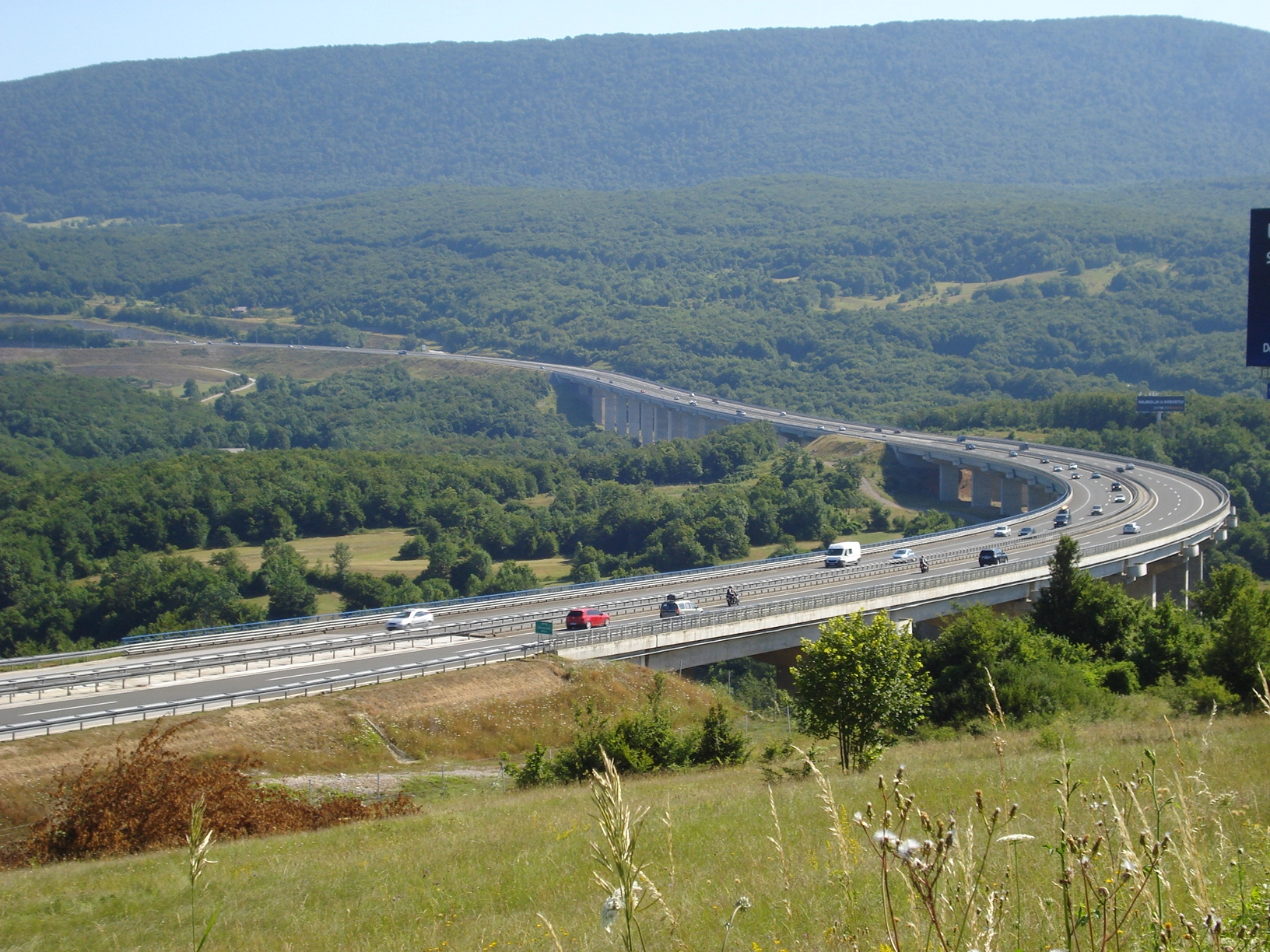
イゼラン高架橋

山岳地帯やアドリア海の沿岸を通るので橋やトンネルなどの構造物が非常に多く、361もの数がある。 

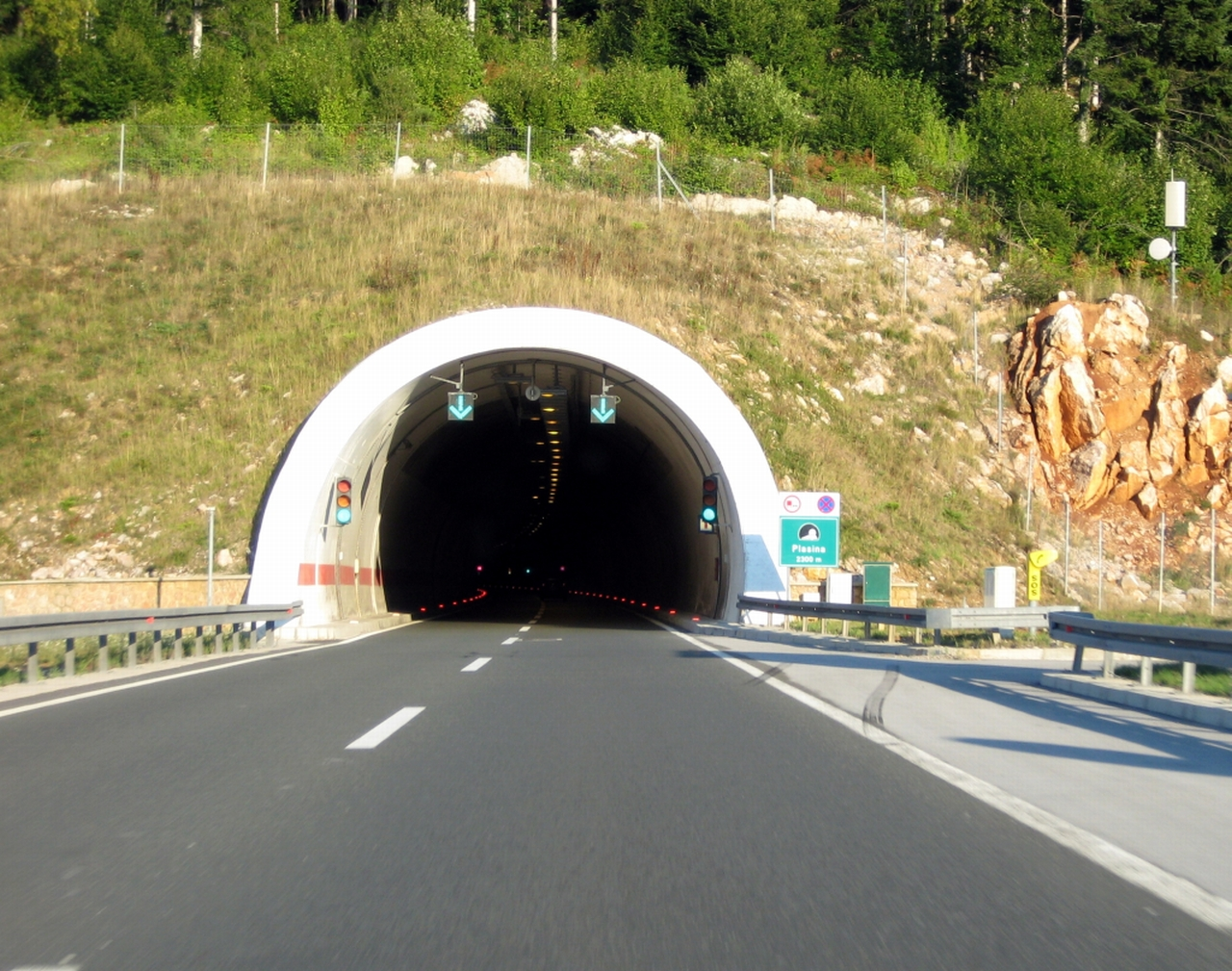
Plasinaトンネル（2,300ｍ）

2010年9月の時点で、1,000ｍを超えるトンネルが7つ存在する。その中でも特に注目すべきものは、オグリンICとブリニェICの間、5,821mのマラ・カペラトンネルと、スヴェティロックICとマスレニカICの間、5,768ｍのスベティ・ロックトンネルである。マラ・カペラトンネルは、クロアチアで最も長いトンネルである。トンネルは気候帯に跨っており、マラ・カペラトンネルは、クロアチア中心部の大陸性気候とリカの高山気候の間に、スベティ・ロックトンネルは、リカの高山気候とダルマチアの地中海性気候の間に存在する。 

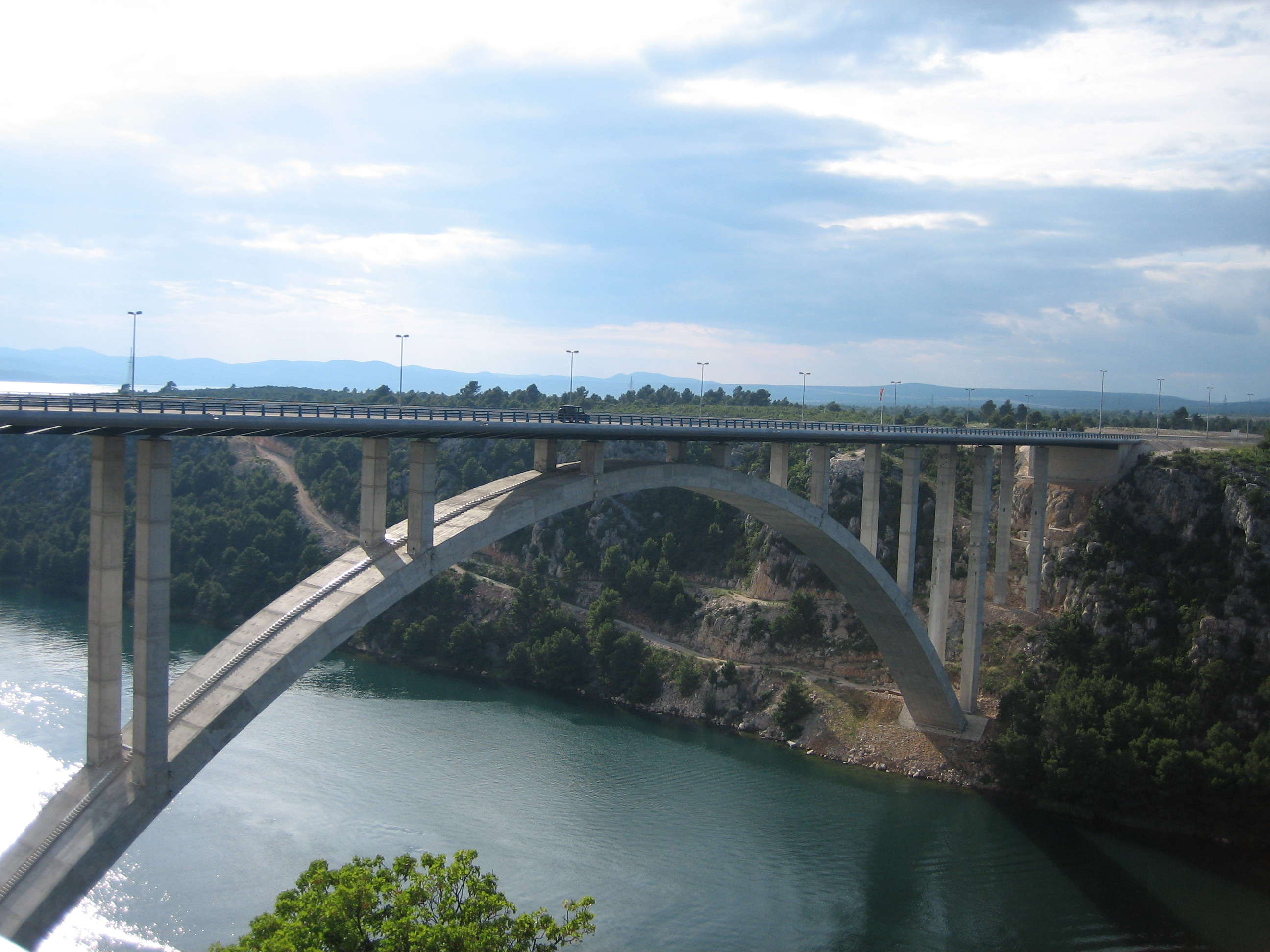
クルカ橋（378ｍ）

A1の最長の橋は、ドブラ橋であり、546ｍもの長さがある。   

## 歴史

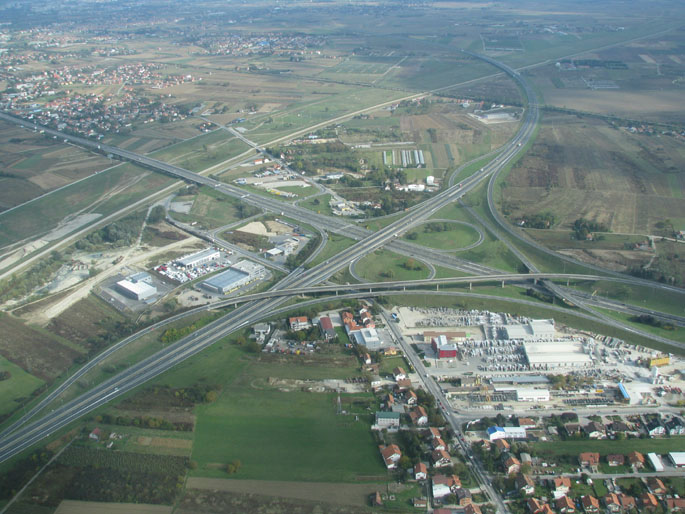
ルチェコインターチェンジ

A1は1970年代初頭に計画されたが、現在とは別のルートだった。「クロアチアの春」と呼ばれた運動の終息と、建設計画を提案し採用した指導者の解任後、ザグレブ-スプリト高速道路に関連するすべての作業が中止された。計画は1990年代に復活し、ザグレブとカルロヴァツの間の建設が計画に加わった。建設工事は2000年に始まり、2005年までにスプリトに達し、その後ドゥブロヴニクに向けて延長された。1970年代にも2000年代にも、ザグレブ-スプリト高速道路の建設は、国の結束の再建を象徴するものとされていた。 

### トミスラヴ王高速道路

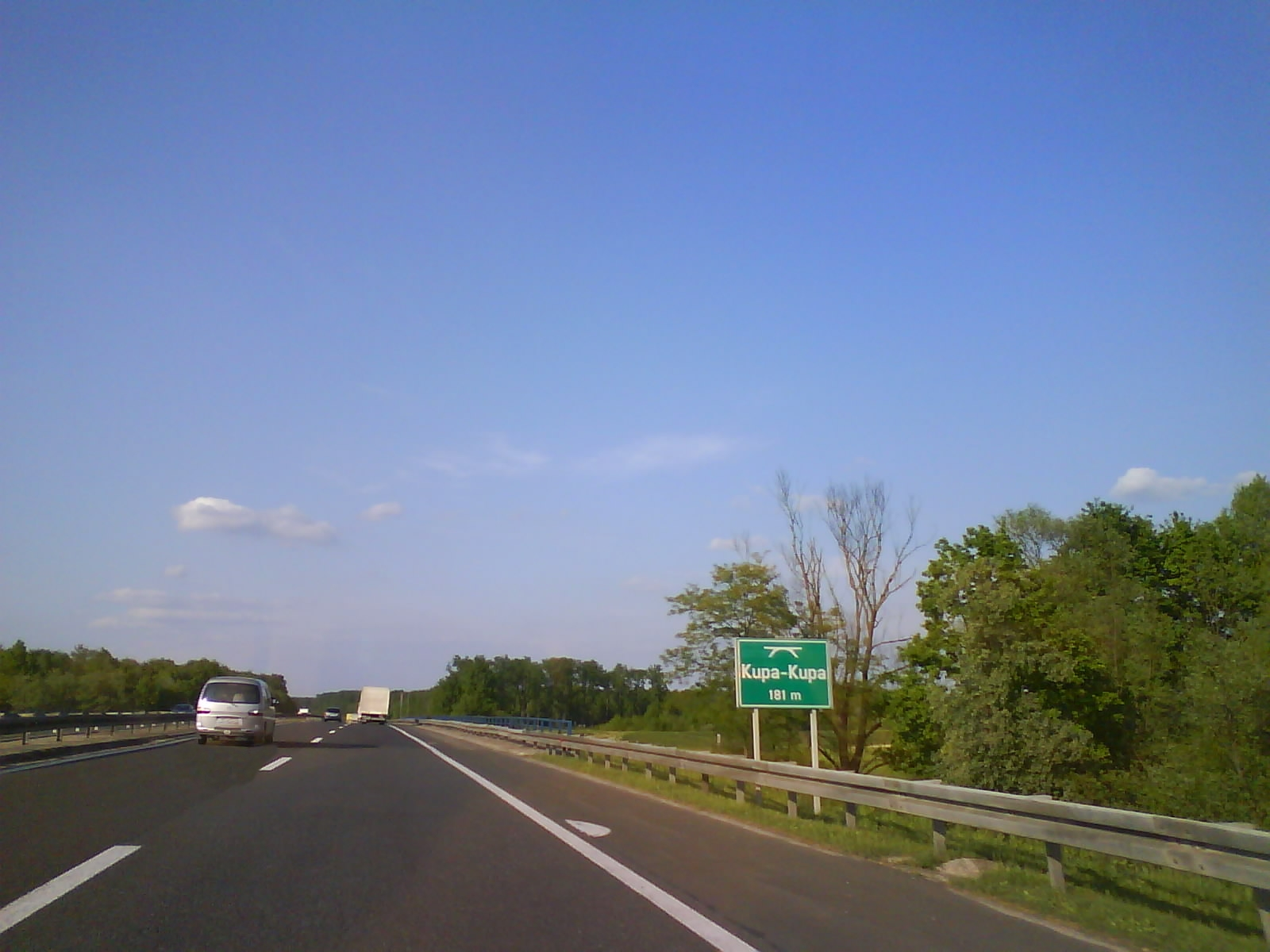
カルロヴァツ付近。A1の最も古い区間。

ザグレブ-スプリト高速道路、今のA1は、1971年3月5日クロアチア社会主義共和国議会によって指定された、高速道路として開発する3つの道路のうちの1つだった。もともとは、ザグレブからビハチ（ボスニア・ヘルツェゴビナ）まで通り、次にクニン経由でスプリトに向かうルートが計画されていた。ボスニア・ヘルツェゴビナ政府は、同年、ビハチ地域の道路建設を承認した。道路の建設は、公的融資を募って開始された。最初に公的融資を通じて集められた資金は、20km分であった。 
ザグレブからカルロヴァツ間の39.3kmが、ザグレブ-リエカ高速道路として1972年に完成した。今のA1の一部である。ザグレブからリエカ・スプリトへの高速道路の建設は、クロアチアの春で交代した指導者によって中止が決定した。その後、28年の間中断されたままだった。建設中止の本当の理由は、高速道路が国家主義的なプロジェクトだと考えられていたためだと思われる。この結論は道路が非公式に、トミスラヴ王高速道路（クロアチア語: Autocesta kralja Tomislava）の愛称で呼ばれたという事実によって裏付けられる。公的融資を通じて調達された資金は数か月間使用されず、その後、今のD1号線とD30号線の一部であるヴリカとストルミカの間の道路の建設に充てられた。しかし、 国際連合欧州経済委員会はこの道路をピュールン・アウトバーンの最南端とし、1975年にE59号線に指定した。2008年のE-roadネットワークの再編成により、ザグレブの南のルートがE71号線に移行した。 

### ダルマチア

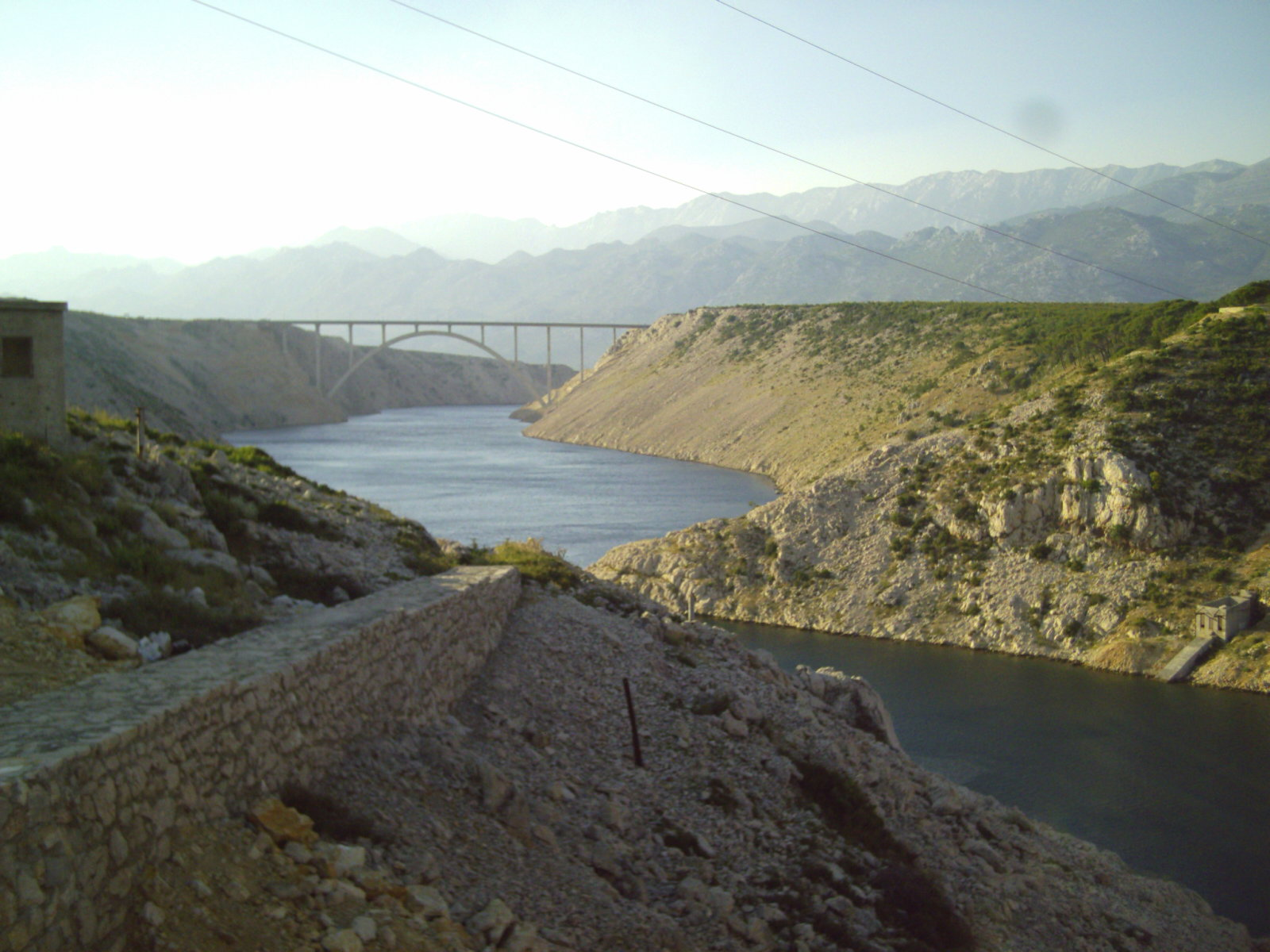
マスレニツァ橋

1990年代初め、クロアチア紛争が勃発し、高速道路の建設はさらに延期されることとなった。この10年間で高速道路の建設に関する議論が新たにされ、2つの新しい路線が検討された。1つはビハチを迂回し、プリトヴィツェ湖群地域を通る元の計画を修正したものであり、もう1つは、西はゴスピッチとザダルを経由するものである。最終的に後者に決定した。どちらの計画も、1972年に既に完成しているザグレブ・カルロヴァツ間を、ザグレブ-スプリトおよびザグレブ-リエカ高速道路として使用することを提案した。 
A1はクロアチア政府の代表的なプロジェクトであり、国を統一する象徴であった。プロジェクトを本格的に復活させる最初の試みが現れたのは1993年のことだった。スベティ・ロックトンネルの施工が始まった。2000年には総合的に建設工事が始まり、2001年にカルロヴァツ・ヴコヴァゴリツァ間が開通した。2003年、ザグレブ-リエカ高速道路と重複しない最初の区間が開通。2005年の6月26日にスプリトまで開通した。 

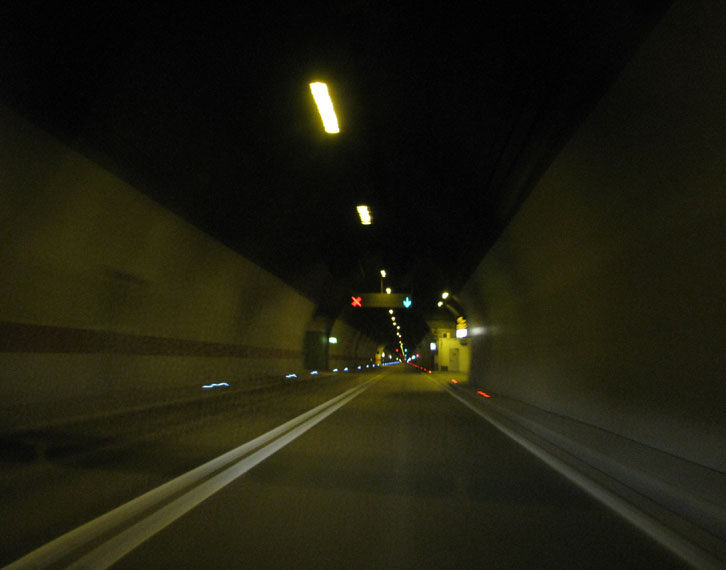
マラ・カペラトンネル

2007年6月27日にスプリト（ドゥゴポリェIC）とŠestanovacICの間が開通した。現在はプロチェ付近まで開通している。2000年代、高速道路の建設工事が徐々に南へと進むにつれて、非公式に「ダルマチア」と呼ばれるようになった。ザグレブからダルマチア地方を結ぶことに由来しており、クロアチアの新聞がこの名前を使用した。

## 未開通区間
高速道路の南端は、法律によってドゥブロヴニクの近くとなっている。 
ドゥブロヴニク付近の建設は、当初2009年に予定されていた。建設工事開始を記念する公式式典も行われたが、設計と研究開発以外、工事は行われていない。 

ドゥブロヴニク地方は、ボスニア・ヘルツェゴビナのネウムによって分離され、飛び地となっている。

ドゥブロヴニク地方へ向かうには、ボスニア・ヘルツェゴビナの領土の一部を横断する必要があるが、その必要をなくすためにプロジェの南とペリェシャツ半島を渡す、2,440ｍのペリェシャツ橋が計画された。橋の建設は2008年に始まったが、資金不足のために2010年以降事実上停止され、2012年に中止された。この計画はA1の他の部分とは異なり、2車線で建設する予定であった。 
2012年4月、ボスニア・ヘルツェゴビナ政府は、ネウムを経由するルートを提案した。その場合、A1を分岐させる必要がある。   

## 交通量

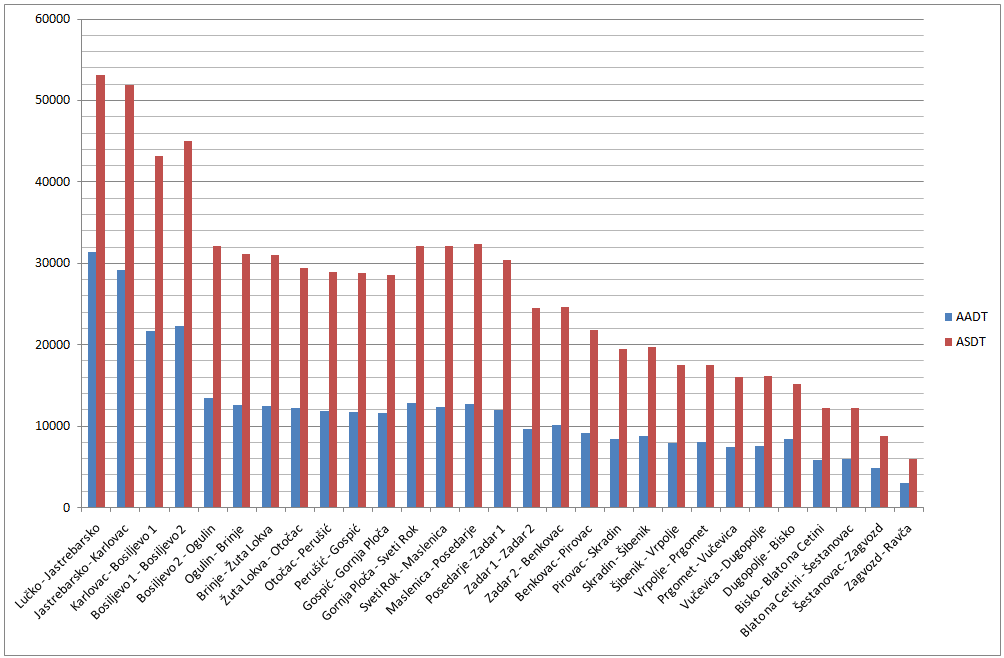
A1の交通量（2009年）

交通量は定期的に料金所で国勢調査によって測定され、運営しているAutocesta Rijeka–ZagrebとHrvatske autocesteによってそれぞれ報告されている。交通量の最も多い区間はヤストレバルスコICとルチェコICの間である。ボシリェヴォ2ICで、リエカに向かう車両が分かれるため、そこから南は交通量が大きく減少する。夏季は交通量が120％に増加する。

## 休憩所

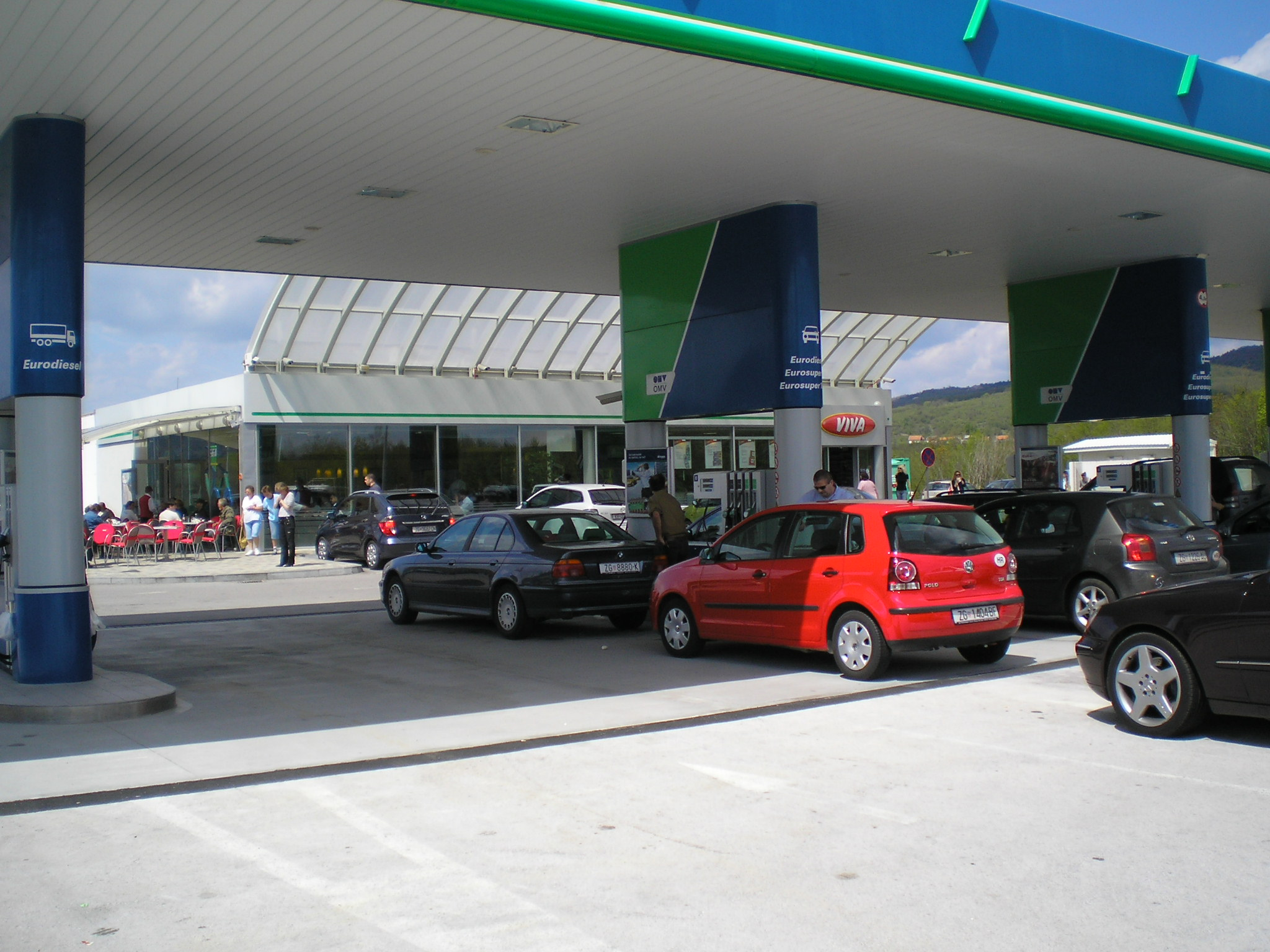
ジャンジェ休憩所

2010年9月時点で、26か所の休憩所が存在する。タイプA〜Dの4つのタイプがある。Aタイプは、ガソリンスタンド、レストラン、ホテルまたはモーテルなど、さまざまな設備を備えている。Bタイプの休憩所には宿泊施設が存在しない。Cタイプの休憩エリアは、ガソリンスタンドとカフェがあるが、レストランや宿泊施設はない、一般的なものである。Dタイプが一番簡素であり、駐車スペースのみが用意されている、ピクニックの為ののテーブルとベンチ、トイレが設置されているところもある。ガソリンスタンドには、小さなコンビニがあり、液化石油ガスを提供する場所もある。例外も存在し、クルカ休憩所にはガソリンスタンドがないが、レストランがある。 
スタプニクとイゼラネを除く全ての休憩所が、両方面から利用できる。休憩所は通常、週7日、24時間営業。 
赤色は南行きの車両のみ利用可能。

## インターチェンジなど
| 群                                       | km                  | 番号                      | 名前                    | 接続道路                                        | 備考 |
| ---------------------------------------- | ------------------- | ------------------------- | ----------------------- | ----------------------------------------------- | --- |
| ザグレブ                                 | 0.0                 | 1                         | Lučko                   | A3号線 D3号線 E65号線 E70号線 E71号線 Z1040号線 | |
| ザグレブ                                 | 0.6                 | Toll plaza symbol         | Lučko料金所             | Lučko料金所                                     | 両方面から利用できる。現金のみ使用可能で、ETCもしくはクレジット・デビッドカードを使用する際はDemerje料金所を利用しなければならない。                                       |
| ザグレブ                                 | 1.1                 | Parking area traffic sign | Stupnik休憩所           | Stupnik休憩所                                   | 南行きの車両のみ利用可能。 |
| ザグレブ                                 | 3.6                 | Toll plaza symbol         | Demerje料金所           | Demerje料金所                                   | 北行きの車両のみ利用可能。キャッシュレス決済のみ。 |
| ザグレブ郡                               | 14.2                | 1a                        | Donja Zdenčina          | Z3106号線                                       | Klinča Selaに繋がる。 |
| ザグレブ郡                               | 16.9                | Parking area traffic sign | Desinec休憩所           | Desinec休憩所                                   | Desinec休憩所 |
| ザグレブ郡                               | 20.0                | 2                         | Jastrebarsko            | D310号線                                        | トランペット型インターチェンジ。Jastrebarskoにアクセスできる。 |
| カルロヴァツ郡                           | 33.6                | Parking area traffic sign | Draganić                | Draganić                                        | Draganić |
| カルロヴァツ郡                           | 38.6                | 3                         | Karlovac                | D1号線 D3号線 D36号線 E71号線                   | D1号線・D3号線を経由して郡都カルロヴァツにアクセスできる。プリトヴィツェ湖群国立公園にアクセスできる。 E71号線の南端。                                                     |
| カルロヴァツ郡                           | Drežnik高架橋       |                           |                         |                                                 | |
| カルロヴァツ郡                           | Dobra橋             |                           |                         |                                                 | |
| カルロヴァツ郡                           | 50.0                | 4                         | Novigrad                | D6号線                                          | NetretićとJurovski Brodにアクセスできる。スロベニアとの国境が近い。 |
| カルロヴァツ郡                           | 62.9                | 5                         | Bosiljevo               | D204号線                                        | Bosiljevo、Bosanci、Pribanjciにアクセスできる。 |
| カルロヴァツ郡                           |                     | Parking area traffic sign | Vukova Gorica休憩所     | Vukova Gorica休憩所                             | Vukova Gorica休憩所 |
| カルロヴァツ郡                           | 66.8                | 6                         | Bosiljevo 2 interchange | A6号線 E65号線                                  | A6号線でリエカにアクセスできる。 |
| カルロヴァツ郡                           | 78.4                | Parking area traffic sign | Dobra休憩所             | Dobra休憩所                                     | Dobra休憩所 |
| カルロヴァツ郡                           | 86.8                | 7                         | Ogulin                  | D42号線                                         | Ogulin、Oštarije、Josipdol、Klek Mountain、Bjelolasicaスポーツセンターに繋がる。                                                                                           |
| カルロヴァツ郡                           | Miljanica橋         |                           |                         |                                                 | |
| カルロヴァツ郡                           | Modruš第1高架橋     |                           |                         |                                                 | |
| カルロヴァツ郡                           | 100.6               | Parking area traffic sign | Modruš休憩所            | Modruš休憩所                                    | Modruš休憩所 |
| カルロヴァツ郡 / リカ＝セニ郡            |                     | Mala Kapelaトンネル       | Mala Kapelaトンネル     | Mala Kapelaトンネル                             | Mala Kapelaトンネル |
| リカ＝セニ郡                             | 109.2               | Parking area traffic sign | Jezerane休憩所          | Jezerane休憩所                                  | 南行きの車両のみ利用可能。 |
| リカ＝セニ郡                             | Mokro Polje高架橋   |                           |                         |                                                 | |
| リカ＝セニ郡                             | Jezerane高架橋      |                           |                         |                                                 | |
| リカ＝セニ郡                             | 115.2               | 8                         | Brinje                  | D23号線                                         | BrinjeとKrižpoljeに繋がる。 |
| リカ＝セニ郡                             | 119.0               | Parking area traffic sign | Brinje休憩所            | Brinje休憩所                                    | Brinje休憩所 |
| リカ＝セニ郡                             | Brinjeトンネル      |                           |                         |                                                 | |
| リカ＝セニ郡                             | 124.9               | 9                         | Žuta Lokva              | A7号線 D23号線 E65号線                          | |
| リカ＝セニ郡                             | 134.1               | Parking area traffic sign | Brloška Dubrava休憩所   | Brloška Dubrava休憩所                           | Brloška Dubrava休憩所 |
| リカ＝セニ郡                             | 137.8               | 10                        | Otočac                  | D50号線                                         | Otočac、プリトヴィツェ湖群国立公園、Sjeverni Velebit国立公園、Velebit自然公園に繋がる。                                                                                    |
| リカ＝セニ郡                             | Gacka橋             |                           |                         |                                                 | |
| リカ＝セニ郡                             | Plasinaトンネル     |                           |                         |                                                 | |
| リカ＝セニ郡                             | Gričトンネル        |                           |                         |                                                 | |
| リカ＝セニ郡                             | 152.9               | Parking area traffic sign | Ličko Lešće休憩所       | Ličko Lešće休憩所                               | Ličko Lešće休憩所 |
| リカ＝セニ郡                             | 159.8               | Parking area traffic sign | Janjče休憩所            | Janjče休憩所                                    | Janjče休憩所 |
| リカ＝セニ郡                             | 169.7               | 11                        | Perušić                 | Z5155号線                                       | Perušićに繋がる。 |
| リカ＝セニ郡                             | 175.0               | Parking area traffic sign | Lički Osik休憩所        | Lički Osik休憩所                                | Lički Osik休憩所 |
| リカ＝セニ郡                             | 181.0               | 12                        | Gospić                  | D534号線                                        | D25号線、D50号線を経由してGospić、Lički Osik、Karlobag、Korenicaにアクセスできる。                                                                                         |
| リカ＝セニ郡                             | 191.5               | Parking area traffic sign | Jadova休憩所            | Jadova休憩所                                    | Jadova休憩所 |
| リカ＝セニ郡                             | 201.1               | Parking area traffic sign | Zir休憩所               | Zir休憩所                                       | Zir休憩所 |
| リカ＝セニ郡                             | 204.0               | 13                        | Gornja Ploča            | D522号線                                        | Udbina、プリトヴィツェ湖群国立公園に繋がる。 |
| リカ＝セニ郡                             | 209.6               | 14                        | Sveti Rok               | D50号線                                         | Gračac、Medakに繋がる。 |
| リカ＝セニ郡 / ザダル郡                  |                     | Sveti Rokトンネル         | Sveti Rokトンネル       | Sveti Rokトンネル                               | Sveti Rokトンネル |
| ザダル郡                                 | 227.9               | Parking area traffic sign | Marune休憩所            | Marune休憩所                                    | Marune休憩所 |
| ザダル郡                                 | 239.4               | Parking area traffic sign | Jasenice休憩所          | Jasenice休憩所                                  | Jasenice休憩所 |
| ザダル郡                                 | 242.4               | 15                        | Maslenica               | D8号線                                          | Starigrad、Karlobag、Posedarje、Obrovac、Paklenica自然公園に繋がる。 |
| ザダル郡                                 | Maslenica橋         |                           |                         |                                                 | |
| ザダル郡                                 | 249.6               | 16                        | Posedarje               | D106号線                                        | パグ島、Posedarjeに繋がる。 |
| ザダル郡                                 | 253.4               | 17                        | Zadar                   | D8号線                                          | Zagrebačka通りを経由してザダル北にアクセスできる。Nin、Vir、Pagに繋がる。                                                                                                  |
| ザダル郡                                 | 262.4               | 18                        | Zadar                   | D424号線                                        | ザダル南、ザダル空港、ザダル港、Ugljan、Pašman、Žut、Dugi otok、Telašćica自然公園、Sukošanに繋がる。                                                                       |
| ザダル郡                                 | 271.0               | Parking area traffic sign | Nadin休憩所             | Nadin休憩所                                     | Nadin休憩所 |
| ザダル郡                                 | 278.7               | 19                        | Benkovac                | D27号線 D503号線                                | Biograd na moru、Benkovac、Kornati国立公園、Lake Vrana自然公園、Sveti Filip i Jakov、Pakoštaneに繋がる。                                                                   |
| ザダル郡                                 | 292.0               | Parking area traffic sign | Pristeg休憩所           | Pristeg休憩所                                   | Pristeg休憩所 |
| シベニク＝クニン郡                       | 300.1               | 20                        | Pirovac                 | D59号線                                         | Vodice、Kornati国立公園、Pirovac、Murter島に繋がる。 |
| シベニク＝クニン郡                       | 306.6               | Parking area traffic sign | Prokljan休憩所          | Prokljan休憩所                                  | Prokljan休憩所 |
| シベニク＝クニン郡                       | 310.1               | 21                        | Skradin                 | D56号線                                         | クルカ国立公園、Skradin、Visovac修道院、Piramatovciに繋がる。 |
| シベニク＝クニン郡                       | Krka橋              |                           |                         |                                                 | |
| シベニク＝クニン郡                       | 315.0               | Parking area traffic sign | Krka休憩所              | Krka休憩所                                      | Krka休憩所 |
| シベニク＝クニン郡                       | 319.1               | 22                        | Šibenik                 | D533号線                                        | 郡都シベニク、Drniš、Knin、Prvić、Zlarin、Žirje、Kaprije、Obonjan諸島に繋がる。                                                                                            |
| シベニク＝クニン郡                       | Dabar橋             |                           |                         |                                                 | |
| シベニク＝クニン郡                       | 332.0               | Parking area traffic sign | Vrpolje休憩所           | Vrpolje休憩所                                   | Vrpolje休憩所 |
| シベニク＝クニン郡                       | 333.7               | 23                        | Vrpolje                 | D531号線                                        | Primošten、Perkovićに繋がる。 |
| スプリト＝ダルマチア郡                   | 343.5               | Parking area traffic sign | Sitno休憩所             | Sitno休憩所                                     | Sitno休憩所 |
| スプリト＝ダルマチア郡                   | 351.0               | 24                        | Prgomet                 | Z6112号線                                       | |
| スプリト＝ダルマチア郡                   | 356.3               | Parking area traffic sign | Radošić休憩所           | Radošić休憩所                                   | Radošić休憩所 |
| スプリト＝ダルマチア郡                   | 364.7               | 24a                       | Vučevica                | L67061号線                                      | Vučevicaに繋がる。 |
| スプリト＝ダルマチア郡                   | 369.6               | Parking area traffic sign | Kozjak休憩所            | Kozjak休憩所                                    | Kozjak休憩所 |
| スプリト＝ダルマチア郡                   | Konjskoトンネル     |                           |                         |                                                 | |
| スプリト＝ダルマチア郡                   | 378.4               | 25                        | Dugopolje               | D1号線 E71号線                                  | スプリトに繋がる主要なIC。 |
| スプリト＝ダルマチア郡                   | 390.2               | 26                        | Bisko                   | D220号線                                        | Imotski（D60号線経由）、Trilj、Kamenskoに繋がる。 |
| スプリト＝ダルマチア郡                   | Srijane高架橋       |                           |                         |                                                 | |
| スプリト＝ダルマチア郡                   | 392.6               | Parking area traffic sign | Mosor休憩所             | Mosor休憩所                                     | Mosor休憩所 |
| スプリト＝ダルマチア郡                   | 403.5               | 27                        | Blato na Cetini         | D70号線                                         | Omiš、Blato na Cetiniに繋がる。 |
| スプリト＝ダルマチア郡                   | 415.3               | 28                        | Šestanovac              | D39号線                                         | Brela、Cista Provo、Aržanoに繋がる。 |
| スプリト＝ダルマチア郡                   | 428.5               | 29                        | Zagvozd                 | D532号線 Z6179号線                              | Zagvozd（Z6179号線経由）、Baška Vodaに繋がる。 |
| スプリト＝ダルマチア郡                   |                     | Parking area traffic sign | Rašćane Gornje休憩所    | Rašćane Gornje休憩所                            | Rašćane Gornje休憩所 |
| スプリト＝ダルマチア郡                   | Rašćane高架橋       |                           |                         |                                                 | |
| スプリト＝ダルマチア郡                   | 455.3               | 30                        | Ravča                   | D62号線                                         | Ravča、Biokovo自然公園にアクセスできる。 |
| スプリト＝ダルマチア郡                   | Šare高架橋          |                           |                         |                                                 | |
| スプリト＝ダルマチア郡                   | Kotezi高架橋        |                           |                         |                                                 | |
| スプリト＝ダルマチア郡                   | 465.1               | 30a                       | Vrgorac                 | Z6208号線                                       | Z6208号線を経由してVrgoracとD62号線に繋がる。 |
| スプリト＝ダルマチア郡                   | Veliki Prolog高架橋 |                           |                         |                                                 | |
| ドゥブロヴニク＝ネレトヴァ郡             | 476.3               | 31                        | Ploče interchange       | D426号線 E65号線 E73号線 A10号線                | プロチェ、プロチェ港（D426号線経由）、Metković、に繋がる。A10号線を経由してボスニア・ヘルツェゴビナに入国できる。 E65号線の南端。 ドゥブロヴニクへの延伸が計画されている。 |
| 1.000 mi = 1.609 km; 1.000 km = 0.621 mi |                     |                           |                         |                                                 | |